# Peter Frank (Handballtrainer)
Peter Frank ist ein deutscher Handballtrainer.
1981 führte Frank die Reinickendorfer Füchse zum Aufstieg in die Handball-Bundesliga, in der man als Neuling im Spieljahr 1981/82 den dritten Platz belegte. Er war zunächst bis März 1985 Füchse-Trainer. Mitte Oktober 1985 wurde vom Vorhaben des Bundesligisten berichtet, Frank als Trainer zurückzuholen. 2000 wurde er Trainer beim BFC Preussen, der sich in die Berlin-Brandenburg-Liga zurückgezogen hatte. 2001 ging der beruflich als Polizist beschäftigte Frank zu den Reinickendorfer Füchsen zurück. Ab 2005 war er wieder beim BFC Preussen tätig und blieb bis 2009 Trainer der Berliner.
2009/10 betreute er den Oberligisten Ludwigsfelder HC als Trainer und wechselte zur Saison 2010/11 zum Oranienburger HC in die 3. Liga.